# Valerija Luk'janova
Valerija Valeriïvna Luk'janova, conosciuta anche come Odessa Barbie (uk. Валерія Валеріївна Лук'янова, en. Valeria Lukyanova; Tiraspol, 23 agosto 1985), è una modella, musicista, showgirl e attrice ucraina famosa per la sua somiglianza con la bambola Barbie.
Per migliorare l'effetto Barbie, la Luk'janova utilizza trucco e lenti a contatto colorate. Ha dichiarato di aver fatto un intervento al seno, ma che il resto del suo corpo è naturale e snello grazie ad allenamenti giornalieri in palestra e ad una dieta particolare.

## Biografia
Nel 2007 ha vinto il concorso di bellezza "Miss Diamond Crown of the World". Il concorso di bellezza era aperto a tutte le donne, contava circa 300 concorrenti e non prevedeva alcuna regola che vietasse la chirurgia plastica o la modificazione del corpo. Luk'janova, dopo aver pubblicato foto e video di se stessa sul web, ha suscitato un grande interesse mondiale per il suo aspetto simile alla bambola Barbie.
ABC News ha accusato che il suo aspetto fosse una bufala, modificato grazie ad un software di editing delle immagini. Diane Levin considera Luk'janova come un esempio degli effetti negativi dell'oggettificazione dei media. Per contrastare le accuse di modifica delle immagini, Luk'janova ha pubblicato video su YouTube, poi pubblicato sui canali Russia-1 e Channel One Russia TV. Luk'janova ha ammesso di avere avuto un intervento al seno, ma nessun altro intervento di chirurgia plastica, e ha negato di aver rimosso le coste per ridurre il girovita. 
Luk'janova è un'"istruttrice" della School of Out-of-Body Travel, "una scuola internazionale in cui gli istruttori mostrano agli studenti come lasciare il proprio corpo fisico e viaggiare nel loro corpo spirituale". Il suo "nome spirituale" è Amatue.
È anche una compositrice, cantante d'opera e ha registrato due album di musica new-age, Sun in the Eyes e 2013 con il nome di Amatue. Ha scritto anche un libro, Astral Travel Amatue, nel quale racconta suoi viaggi astrali che ha reso disponibili nel 2012 sul suo sito web.
Nel 2013 ha partecipato ad un episodio della serie di documentari di My Life Online di Vice, intitolata Space Barbie. Nel 2013 ha partecipato al film documentario The Phase, pubblicato su YouTube in 7 lingue. Ha avuto il suo debutto nel ruolo di protagonista nel film The Doll, un film horror diretto e scritto da Susannah O'Brien. Il film, che comprende anche Mindy Robinson e Ron Jeremy, ruota attorno al personaggio di Luk'janova; una escort composta da parti di bambole creata da un dottore per reclutare altri uomini da uccidere. Il film è stato presentato al Festival di Cannes nel 2017.

## Vita privata
È sposata con l'uomo d'affari ucraino Dmytro Škrabov (Дмитро Шкрабов), suo amico d'infanzia. Valeria ha detto che non vuole avere figli o uno "stile di vita familiare".
Luk'janova è rigorosamente vegetariana. Ha dichiarato di pesare 45 kg nel 2012.
Nel 2014 Luk'janova ha riferito alla polizia di essere stata presa a pugni e quasi strangolata da due uomini fuori casa, dopo aver ricevuto minacce anonime negli ultimi due anni. È stata ricoverata in ospedale e rilasciata una settimana dopo.
Nel 2014, a causa della guerra nel Donbass, in Ucraina, si è trasferita a Mosca.

## Discografia

### Album
- 2009: Sun in the Eyes
- 2013: 2013

### Apparizioni
- One Expectation (2013) – di Alessandra Ambrosio ft. Amatue

### Video musicali
- 2010: Venus
- 2011: Endless eternity[15]

## Filmografia
- The Phase (2013) – documentario
- The Doll[16] (Sahara Vision Productions, 2016) – film, diretto e scritto da Susannah O’Brien